# العلاقات الميانمارية الناوروية
العلاقات الميانمارية الناوروية هي العلاقات الثنائية التي تجمع بين ميانمار وناورو.

## مقارنة بين البلدين
هذه مقارنة عامة ومرجعية للدولتين:
| وجه المقارنة                                              | ميانمار          | ناورو                          |
| --------------------------------------------------------- | ---------------- | ------------------------------ |
| المساحة (كم2)                                             | 676.58 ألف       | 21                             |
| عدد السكان (نسمة)                                         | 53.37 مليون      | 10.08 ألف                      |
| الكثافة السكانية (ن./كم²)                                 | 78.88            | 48.00 ألف                      |
| العاصمة                                                   | نايبيداو، يانغون | ضاحية يارين                    |
| اللغة الرسمية                                             | اللغة البورمية   | اللغة الناورونية، لغة إنجليزية |
| العملة                                                    | كيات ميانماري    | دولار أسترالي                  |
| الناتج المحلي الإجمالي (بليون دولار)                      | 69.32 مليار      | 113.88 مليون                   |
| الناتج المحلي الإجمالي (تعادل القوة الشرائية) بليون دولار | 282.95 مليار     | 162.98 مليون                   |
| الناتج المحلي الإجمالي الاسمي للفرد دولار أمريكي          | 1.16 ألف         | 9.83 ألف                       |
| الناتج المحلي الإجمالي للفرد دولار أمريكي                 |                  |                                |
| مؤشر التنمية البشرية                                      | 0.536            |                                |
| رمز المكالمات الدولي                                      | +95              | +674                           |
| رمز الإنترنت                                              | .mm              | .nr                            |
| المنطقة الزمنية                                           | ت ع م+06:30      | ت ع م+12:00                    |

## منظمات دولية مشتركة
يشترك البلدان في عضوية مجموعة من المنظمات الدولية، منها:
| علم المنظمة | اسم المنظمة                   | تاريخ انضمام ميانمار | تاريخ انضمام ناورو |
| ----------- | ----------------------------- | -------------------- | ------------------ |
|             | منظمة الشرطة الجنائية الدولية | ?                    | ?                  |
|             | الاتحاد البريدي العالمي       | ?                    | ?                  |
|             | يونسكو                        | 27 يونيو 1949        | 17 أكتوبر 1996     |
|             | منظمة حظر الأسلحة الكيميائية  | ?                    | ?                  |
|             | بنك التنمية الآسيوي           | 1973                 | 1991               |
|             | الأمم المتحدة                 | 19 أبريل 1948        | 14 سبتمبر 1999     |
|             | الاتحاد الدولي للاتصالات      | 15 سبتمبر 1937       | 10 يونيو 1969      |

## وصلات خارجية
- موقع وزارة الخارجية الميانمارية